# Halové mistrovství světa v atletice 1989

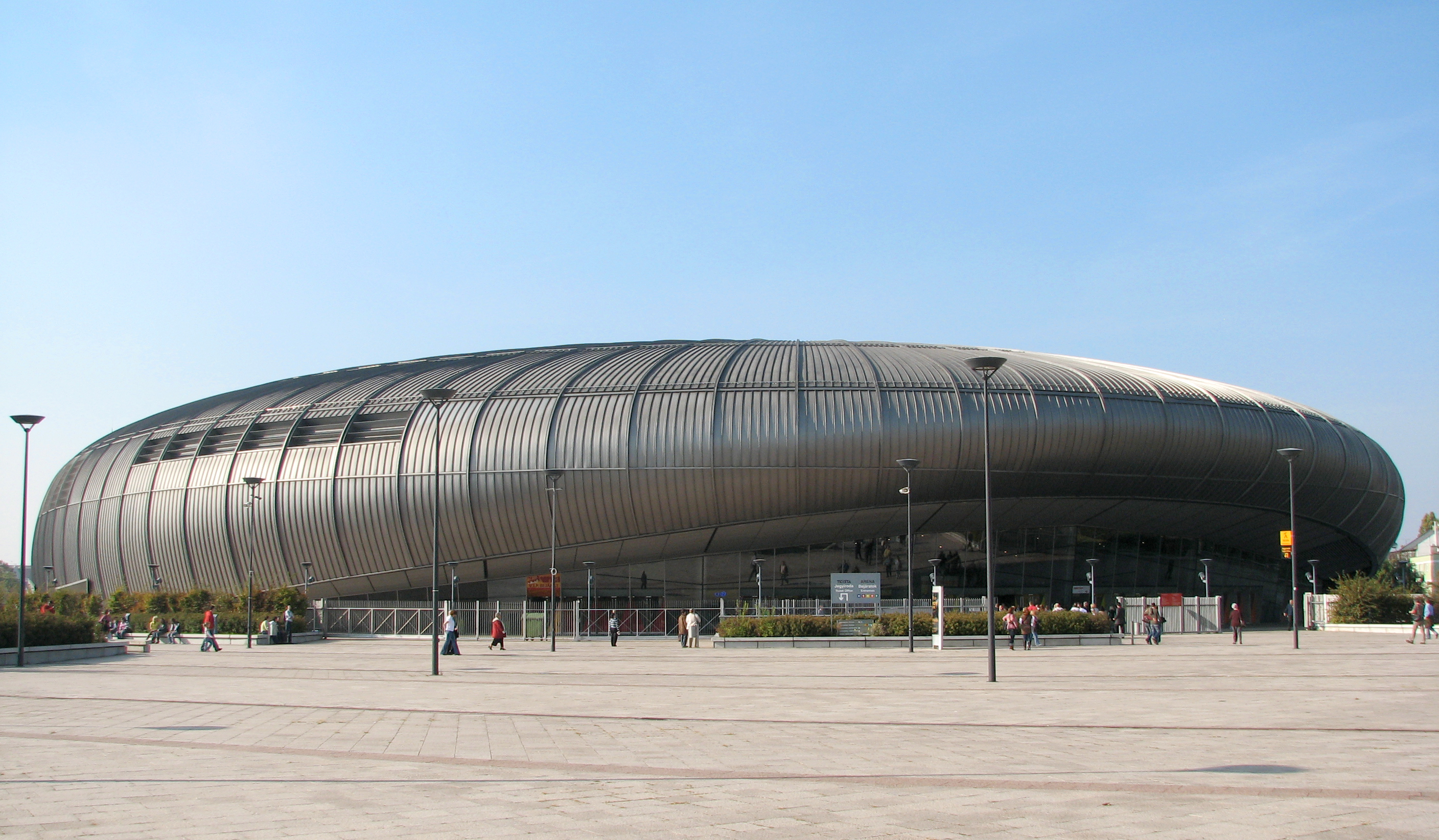
Budapešťská sportovní hala Lászlo Pappa

2. halové mistrovství světa v atletice bylo pořádáno ve dnech 3. – 5. března 1989 v maďarské Budapešti. Šampionát probíhal v budapešťské sportovní aréně pojmenované po maďarském boxerovi László Pappovi, ve které se halové MS uskutečnilo také v roce 2004. Na programu bylo dohromady 24 disciplín (13 mužských a 11 ženských), kterých se zúčastnilo 373 atletů a atletek ze 62 států světa.

## Československá účast
Československo na tomto šampionátu reprezentovalo 9 atletů (7 mužů a 2 ženy).

## Medailisté

### Muži
| Soutěž        | Zlato                      | Stříbro                    | Bronz                     |
| ------------- | -------------------------- | -------------------------- | ------------------------- |
| 60 m          | Andrés Simón 6,52          | John Myles-Mills 6,59      | Pierfrancesco Pavoni 6,61 |
| 200 m         | John Regis 20,54           | Ade Mafe 20,87             | Kevin Little 21,12        |
| 400 m         | Antonio McKay 45,59        | Ian Morris 46,09           | Cayetano Cornet 46,40     |
| 800 m         | Paul Ereng 1:44,84         | José Luíz Barbosa 1:45,55  | Tonino Viali 1:46,95      |
| 1500 m        | Marcus O'Sullivan 3:36,64  | Hauke Fuhlbrügge 3:37,80   | Jeff Atkinson 3:38,12     |
| 3000 m        | Saïd Aouita 7:47,94        | José Luis González 7:48,66 | Dieter Baumann 7:50,47    |
| 60 m př.      | Roger Kingdom 7,43         | Colin Jackson 7,45         | Igors Kazanovs 7,59       |
| Chůze na 5 km | Michail Ščennikov 18:27,10 | Roman Mrázek 18:28,90      | Franc Kosťukevič 18:34,07 |
| Skok do výšky | Javier Sotomayor 2,43 m    | Dietmar Mögenburg 2,35 m   | Patrik Sjöberg 2,35 m     |
| Skok o tyči   | Radion Gataullin 5,85 m    | Grigorij Jegorov 5,80 m    | Joe Dial 5,70 m           |
| Skok daleký   | Larry Myricks 8,37 m       | Dietmar Haaf 8,17 m        | Mike Conley 8,11 m        |
| Trojskok      | Mike Conley 17,65 m        | Jorge Reyna 17,41 m        | Juan Miguel López 17,28 m |
| Vrh koulí     | Ulf Timmermann 21,75 m     | Randy Barnes 21,28 m       | Georg Andersen 20,98 m    |

### Ženy
| Soutěž        | Zlato                        | Stříbro                     | Bronz                       |
| ------------- | ---------------------------- | --------------------------- | --------------------------- |
| 60 m          | Nelli Coomanová 7,05         | Gwen Torrenceová 7,07       | Merlene Otteyová 7,10       |
| 200 m         | Merlene Otteyová 22,34       | Grace Jacksonová 22,95      | Natalia Kovtunová 23,28     |
| 400 m         | Helga Arendtová 51,52        | Diane Dixonová 51,77        | Jillian Richardsonová 52,02 |
| 800 m         | Christine Wachtelová 1:59,24 | Taťána Grebenčuková 1:59,53 | Ellen Kiesslingová 1:59,68  |
| 1500 m        | Doina Melinteová 4:04,79     | Světlana Kitovová 4:05,71   | Yvonne Maiová 4:06,09       |
| 3000 m        | Elly van Hulstová 8:33,82    | Liz McColganová 8:34,80     | Margareta Keszegová 8:48,70 |
| 60 m př.      | Jelizaveta Černyšovová 7,82  | Ludmila Narožilenková 7,83  | Cornelia Oschkenatová 7,86  |
| Chůze na 3 km | Kerry Saxbyová 12:01,65      | Beate Andersová 12:07,73    | Ileana Salvadorová 12:11,33 |
| Skok do výšky | Stefka Kostadinovová 2,02 m  | Tamara Bykovová 2,02 m      | Heike Redetzkyová 1,94 m    |
| Skok daleký   | Galina Čisťakovová 6,98 m    | Marieta Ilcuová 6,86 m      | Larisa Běrežná 6,82 m       |
| Vrh koulí     | Claudia Loschová 20,45 m     | Chuang Č’-chung 20,25 m     | Christa Wieseová 19,75 m    |

## Medailové pořadí
| Umístění | Stát              | Zlato | Stříbro | Bronz | Celkem |
| -------- | ----------------- | ----- | ------- | ----- | ------ |
| 1.       | Sovětský svaz     | 4     | 5       | 4     | 13     |
| 2.       | USA               | 4     | 3       | 4     | 11     |
| 3.       | Východní Německo  | 2     | 2       | 4     | 8      |
| 4.       | Západní Německo   | 2     | 2       | 2     | 6      |
| 5.       | Kuba              | 2     | 1       | 1     | 4      |
| 6.       | Nizozemsko        | 2     | 0       | 0     | 2      |
| 7.       | Velká Británie    | 1     | 3       | 0     | 4      |
| 8.       | Jamajka           | 1     | 1       | 1     | 3      |
| 8.       | Rumunsko          | 1     | 1       | 1     | 3      |
| 10.      | Austrálie         | 1     | 0       | 0     | 1      |
| 10.      | Bulharsko         | 1     | 0       | 0     | 1      |
| 10.      | Irsko             | 1     | 0       | 0     | 1      |
| 10.      | Keňa              | 1     | 0       | 0     | 1      |
| 10.      | Maroko            | 1     | 0       | 0     | 1      |
| 15.      | Španělsko         | 0     | 1       | 1     | 2      |
| 16.      | Brazílie          | 0     | 1       | 0     | 1      |
| 16.      | Československo    | 0     | 1       | 0     | 1      |
| 16.      | Čína              | 0     | 1       | 0     | 1      |
| 16.      | Ghana             | 0     | 1       | 0     | 1      |
| 16.      | Trinidad a Tobago | 0     | 1       | 0     | 1      |
| 21.      | Itálie            | 0     | 0       | 3     | 3      |
| 22.      | Kanada            | 0     | 0       | 1     | 1      |
| 22.      | Norsko            | 0     | 0       | 1     | 1      |
| 22.      | Švédsko           | 0     | 0       | 1     | 1      |